# Gonomyia (Leiponeura) cultrata
Gonomyia (Leiponeura) cultrata is een tweevleugelige uit de familie steltmuggen (Limoniidae). De soort komt voor in het Neotropisch gebied.